# Pancho Villa, Tamaulipas
Pancho Villa är en ort i Mexiko.   Den ligger i kommunen Reynosa och delstaten Tamaulipas, i den centrala delen av landet, 700 km norr om huvudstaden Mexico City. Pancho Villa ligger 114 meter över havet och antalet invånare är 159.
Terrängen runt Pancho Villa är platt. Runt Pancho Villa är det ganska tätbefolkat, med 185 invånare per kvadratkilometer. Det finns inga andra samhällen i närheten. Trakten runt Pancho Villa består till största delen av jordbruksmark.